# دائرة أقبو
دائرة أقبو إحدى دوائر ولاية بجاية الجزائرية . عاصمتها هي أقبو وتضم بلديات :
- أقبو
- شلاطة
- آغرام
- تمقرة

## مواضيع ذات صلة
- دوائر ولاية بجاية
- بلديات ولاية بجاية